# Natascha Müller
Natascha Müller (* 10. März 1962 in Lübeck) ist eine deutsche Romanistin.

## Leben
Von 1999 bis 2004 war sie Privatdozentin für Romanische Philologie an der Universität Hamburg. Sie leitet seit 2004 den Lehrstuhl für Romanische Sprachwissenschaft in der Fakultät für Geistes- und Kulturwissenschaften der Universität Wuppertal.

## Schriften (Auswahl)
- Komplexe Sätze. Der Erwerb von COMP und von Wortstellungsmustern bei bilingualen Kindern (französisch–deutsch). Tübingen 1993.
- mit Christoph Gabriel und Susann Fischer: Grundlagen der generativen Syntax. Französisch, Italienisch, Spanisch. Berlin 2018.